# NGC 1868
NGC 1868 је расејано звездано јато у сазвежђу Златна риба које се налази на NGC листи објеката дубоког неба.
Деклинација објекта је - 63° 57' 18" а ректасцензија 5h 14m 36,5s. Привидна величина (магнитуда) објекта NGC 1868 износи 11,6 а фотографска магнитуда 12,0. NGC 1868 је још познат и под ознакама ESO 85-SC56.